# Рачинский, Филипп Нереуж
 Филипп Нереуж Рачинский (пол. Filip Nereusz Raczyński; 1747—1804, Рогалин) — польский дворянин, генерал-майор коронных войск, староста Месциский (с 1764 года).

## Биография
Представитель польского шляхетского рода Рачинских герба Наленч. Сын генерал-поручика Льва Рачинского (1698—1755) и Виридианы Бнинской (1718—1797).
В молодости много путешествовал, знал несколько языков, в армии не служил.
В 1764 году Филипп Рачинский в качестве посла от Познанского воеводства участвовал в избрании Станислава Августа Понятовского на польский престол.
В качестве депутата косцянского участвовал в Разделительном сейме 1773—1775 годов, где вступил в конфедерацию Адама Понинского.
В 1776 году Филипп Нереуж Рачинский купил шефство над драгунским полком Рачинских, который в 1779 году был переименован в 9-й пехотный полк, а сам он получил патент генерала. В 1782 году он был депутатом от Познанского воеводства на сейме. В 1790 году вновь избирается депутатом Познанского воеводства на Четырехлетний сейм. В 1792 году он вместе с частью своего полка участвовал в войне против России. После победы Тарговицкой конфедерации по-прежнему остался шефом 9-го пехотного полка. Был консуляром Тарговицкой конфедерации от Познанского воеводства. В 1794 году лишился шефства и поселился в Глогуве, позднее управлял своими поместьями в Великой Польше. Скончался в Рогалине.
В 1777 году Филипп Нереуж Рачинский был награжден Орденом Святого Станислава.

## Личная жизнь
Филипп Нереуж Рачинский был женат на Михалине Рачинской (1768—1790), дочери маршалка надворного коронного и генерала Казимира Рачинского (1739—1824) и Терезы Мощенской (1745—1818). Супруги имели двух сыновей:
- Граф Эдвард Рачинский (1786—1845), польский общественный деятель, коллекционер, меценат, путешественник
- Граф Атанасий Рачинский (1788—1874), польский общественный деятель, дипломат.